# Shobon no Action
Shobon no Action (しょぼんのアクション 'La acción de Shobon'; Hepburn: Shobon no Akushon; Kunrei-shiki: Syohon no Akusyon), también conocido como Syobon Action, Cat Mario, Gato Bros., Mario from Hell, y Neko Mario, es un videojuego de plataformas japonés lanzado en febrero de 2007 para la plataforma Windows. Se hizo famoso por sus niveles aparentemente sencillos. Es una parodia del juego de Nintendo Super Mario Bros. de 1985, aunque el creador del juego, «Chiku», admitió que tomó la mayoría de sus ideas del juego Flash Ovata's Big Adventure.

## Sistema de juego
El jugador controla a un personaje parecido a un gato que debe recorrer niveles de plataformas similares a los de Super Mario Bros. El juego consta de cuatro niveles plagados de trampas diseñadas para engañar al jugador (incluidos ladrillos de aspecto corriente que caen o se desploman bajo el jugador; bloques a los que les crecen pinchos al tocarlos; enemigos que saltan desde las alturas o salen volando por las tuberías; bloques de monedas colocados en el borde de un pozo, que hacen que el personaje los golpee y caiga; Nubes asesinas; estrellas que en el juego original conceden habilidades, en la parodia destruyen al jugador; y el asta de la bandera al final del nivel, donde el héroe también puede morir de dos maneras).
A pesar de lo inesperado de estas trampas, los niveles no cambian después de perderlas, lo que permite al jugador memorizar su ubicación y, finalmente, saltárselas. El jugador, a diferencia de Super Mario Bros. donde todo el progreso se reinicia después de tres intentos, tiene un número infinito de vidas. También puede recoger monedas, pero su contador no se muestra, por lo que carecen de sentido.

## Desarrollo y producción
Syobon Action fue desarrollado por un desarrollador de juegos japonés independiente bajo el seudónimo de «Tiku». Se inspiró en el juego Flash «Ovata's Big Adventure» 人生オワタの大冒険 (La Gran Aventura de Ovata?), cuya idea principal son los numerosos obstáculos repentinos que se encuentran en el transcurso del nivel. Aunque el aspecto del juego en sí está visiblemente influenciado por el Super Mario Bros. de 1985 de Nintendo. La banda sonora de Syobon Action es una recopilación de música de varios juegos publicados en los años 80 y 90, como Spelunker, Ghosts'n Goblins y Puyo Puyo. El tema musical del primer nivel está sacado de un juego que apareció en la recopilación de videojuegos sin licencia de Action 52, The Cheetahmen. El protagonista, un personaje parecido a un gato, es similar a la mascota de Sony en Japón, Toro Inoue.
Ya el primer día de creación, los fundamentos del proyecto estaban listos. Al principio, el juego era en blanco y negro, como La gran aventura de Ovata. Sin embargo, el tercer día de Syobon Action, Tiku decidió colorear el juego, añadiendo efectos y texto. La primera versión se presentó en un festival cultural celebrado en el campus de su universidad, y se convirtió en la más popular de las presentadas. Pocos días después, Tiku subió un vídeo de una demo del juego al servicio de alojamiento de vídeos NicoNico, que pronto obtuvo más de 1 000 visitas, lo que animó al desarrollador a convertir la demo en un juego completo. En mes y medio, Tiku creó tres nuevos niveles. En febrero de 2007, Syobon Action había empezado a extenderse por la red.

## Recepción
En general, Syobon Action ha tenido una acogida favorable, aunque las críticas destacan la dificultad intensa y a menudo frustrante del juego. Fue reconocido como un juego que «viola sistemáticamente todas las reglas del juego de plataformas en 2D», y que el éxito en el juego depende a menudo tanto del «ensayo y error» como de la habilidad del jugador para utilizar estrategias ilógicas para evitar los obstáculos. El periodista danés Povl Rasmussen ha criticado la «terrible» música. En su opinión, Syobon Action es «tan mala y al mismo tiempo imposible que hoy ha alcanzado el estatus de culto».